# Anna Kallina

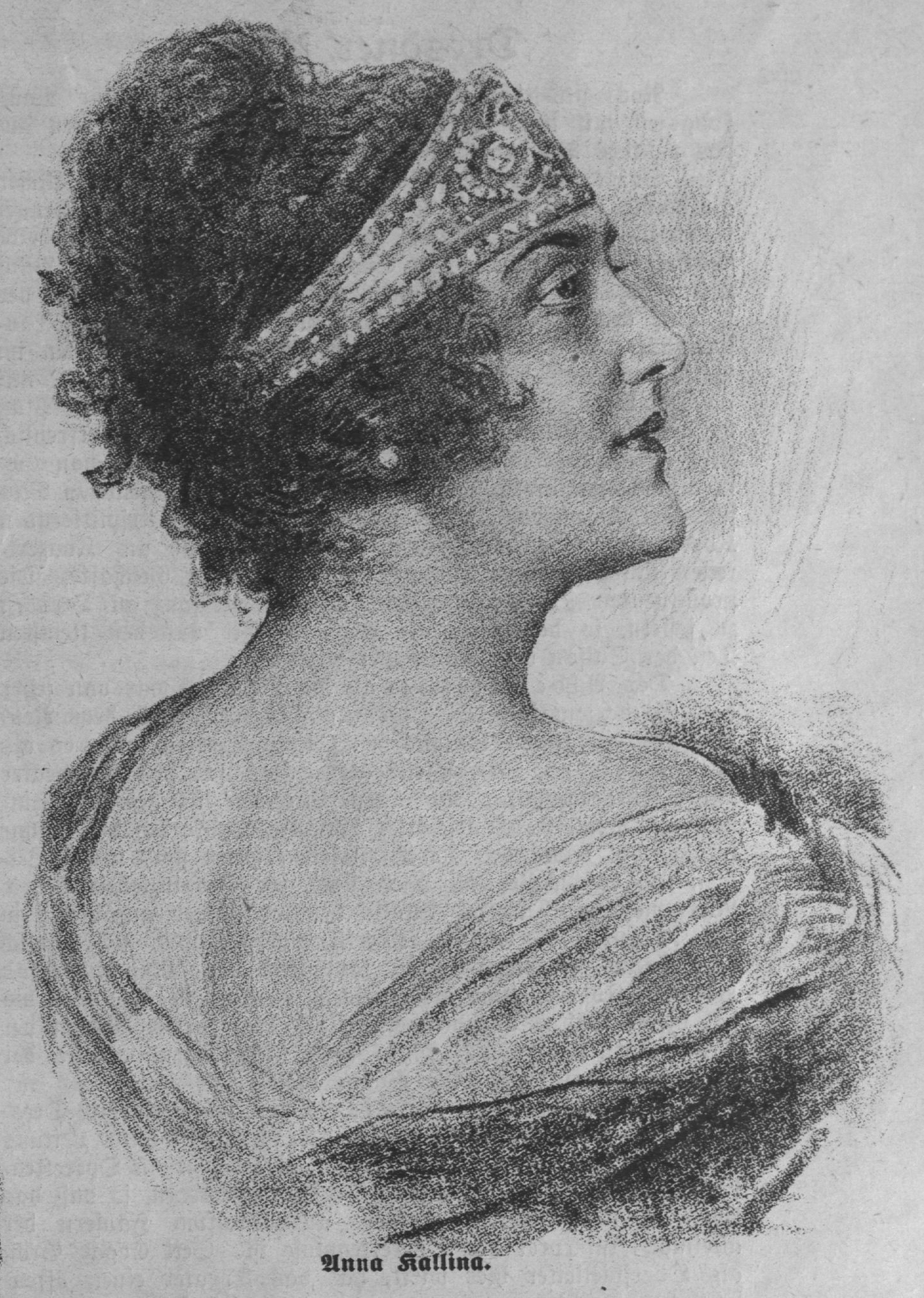
Anna Kallina (1925)

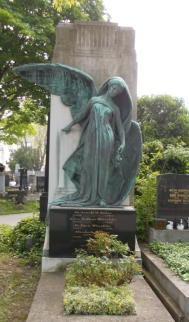
Grabstätte von Anna Kallina

Anna Kallina, auch Anna Böhm bzw. Anna Witrofsky (* 31. März 1874 in Wien; † 4. Jänner 1948 in Wien), war eine österreichische Kinderdarstellerin und Schauspielerin.

## Leben

### Wirken am Theater
Die Tochter eines fürstlichen Beamten begann ihre Bühnenlaufbahn mit zweieinhalb Jahren noch in den 1870er Jahren mit Kinderrollen (beispielsweise als Walter Tell in Wilhelm Tell und als Karl in Götz von Berlichingen) am Burgtheater, dem sie seit 1888 als reguläres Mitglied angehörte. Ihre erste große Rolle übernahm sie dort am 2. November 1891 mit der Bertha in Die Ahnfrau. Von der zeitgenössischen Kritik wurde ihre Schauspielkunst gelobt, sie spiele „natürlich, ohne jede Übertreibung, weder nach der komischen, noch nach der tragischen Seite hin“.
Fortan sah man Anna Kallina sowohl in klassischen als auch in modernen Stücken. Ihre berühmtesten Rollen wurden die Hanne Scheel in Fuhrmann Henschel, die Frau Wolf in Der Biberpelz, die Viola in Was ihr wollt, die Regentin in Egmont, die Gertrude in Hamlet, die Judith in Uriel Acosta, die Julia in Romeo und Julia, die Calpurnia in Julius Caesar sowie die Braut von Messina und die Emilia Galotti in den gleichnamigen Stücken. In ihrer rund 50-jährigen Zugehörigkeit zum Burgtheater spielte sie in fast allen großen Produktionen sowohl klassische als auch moderne Rollen, bis sie im Jahre 1933 in den Ruhestand ging.

### Arbeit beim Film
Seit ihrem Filmdebüt als Armin Seydelmanns Gattin in dem in den Niederlanden spielenden Familien- und Kriminaldrama Adrian Vanderstraaten (1919) sah man Anna Kallina auch mehrere Jahre lang mit Haupt- und tragenden Nebenrollen, überwiegend im Fach der hochadeligen Grande Dame, im österreichischen Stummfilm. Zu ihren bekanntesten Filmrollen zählen die Königin Anna von England in der Victor-Hugo-Adaption Das grinsende Gesicht, die Frau Wallner in dem Wiener Sittenbild Die Familie ohne Moral und die Fürstin Prachs-Lehndorff in ihrer einzigen rein deutschen Produktion Spiel um den Mann.
Mit Anbruch des Tonfilmzeitalters trat die betagte Künstlerin, die auch in ihrem Sprechdebüt „Leise flehen meine Lieder“ von Willi Forst eine Fürstin gegeben hatte, kaum mehr vor die Kamera.

### Privates
Kallina war in erster Ehe mit einem Herrn Böhm und seit 1906 mit dem ein Jahr älteren Rechtsanwalt Egon Witrofsky verheiratet. Er überlebte seine Frau um zehn Jahre. Beide sind auf dem Wiener Zentralfriedhof (Gruppe 16E, Reihe 10, Nummer 1) beerdigt.

## Ehrungen
- 1906: Titel Hofschauspielerin
- 1926: Ehrenmitglied des Burgtheaters
- 1928: Bürgerin der Stadt Wien (19. Oktober)
- 1929: Goldenes Ehrenzeichen um die Republik Österreich
- 1934: Titel Professor
- 1960: Benennung der Kallinagasse in Wien-Ottakring

## Filmografie (Auswahl)
- 1919: Adrian Vanderstraaten
- 1920: Durch die Quartiere des Elends und Verbrechens
- 1921: Das grinsende Gesicht
- 1921: Die Totenhand
- 1922: Meriota, die Tänzerin
- 1922: Hütet eure Töchter
- 1925: Haifische der Nachkriegszeit
- 1926: Der Balletterzherzog
- 1927: Hotel Erzherzogin Viktoria (Seine Hoheit, der Eintänzer)
- 1927: Die Familie ohne Moral
- 1927: Das Recht zu leben
- 1928: Der Scheidungsanwalt (Die Frau von gestern und morgen)
- 1929: Spiel um den Mann
- 1930: Wiener Herzen (Erzherzog Otto und das Wäschermädel)
- 1933: Leise flehen meine Lieder
- 1935: Hoheit tanzt Walzer
- 1935: Tagebuch der Geliebten
- 1936: Wo die Lerche singt